# Любовник леди Чаттерлей (фильм, 2015)
«Любовник леди Чаттерлей» (англ. Lady Chatterley's Lover) — художественный телефильм 2015 года режиссёра Джеда Меркурио, экранизация одноимённого романа Дэвида Герберта Лоуренса. Главные роли в нём сыграли Холлидей Грейнджер, Ричард Мэдден и Джеймс Нортон

## Сюжет
В основе картины лежит скандально известный роман британского писателя Д. Г. Лоуренса «Любовник леди Чаттерлей». Здесь изображён классический любовный треугольник: молодая, красивая жена, муж-инвалид и угрюмый лесник, приглядывающий за поместьем. Баронет Клиффорд Чаттерлей оказался прикован к коляске из-за ранения, полученного на войне. Он разрешает своей молодой жене Констанции завести любовника, а в случае, если она забеременеет, готов дать имя её ребёнку. Констанция вступает в связь с лесником Оливером Мэллорсом, работающим на баронета. Это начинается как плотская связь, но постепенно перерастает в любовь. В итоге Констанция и Оливер покидают поместье, чтобы всегда быть вместе.

## В ролях
- Холлидей Грейнджер — леди Чаттерлей
- Ричард Мэдден — Оливер Мэллорс
- Джеймс Нортон — Клиффорд Чаттерлей
- Джоди Комер — Айви Болтон

## Восприятие
Рецензенты отмечают, что автор сценария привнёс много нового в сюжет по сравнению с романом Лоуренса. В частности, появилась сцена взрыва в шахте, которая обеспечивает драматическую завязку, поднимая при этом тему несправедливости и социального конфликта. Реплик на тему секса, которые звучат в романе, в фильме нет, но, по мнению критиков, картина от этого ничего не потеряла. В целом, по словам Сэма Уолластона (The Guardian), получилась «чертовски хорошая история любви, трогательная, грустная и увлекательно исполненная».